# Zvjezdan Tomić
Zvjezdan Tomić, hrv. bh. rukometni trener, podrijetlom iz Husina

## Životopis
Iz športske obitelji. Prvi rođak Bernard Tomić poznati je australski tenisač, Bernardov otac Ivan (Ivica) igrao je nogomet za Husinski rudar i Rudar iz Bukinja, Bernardov stric Drago Tomić poznati je rukometni dužnosnik u ŽRK Jedinstvu, osnivač RK Zrinskog iz Tuzle i bivši nogometni i rukometni sudac na saveznoj razini u bivšoj Jugoslaviji. 2012. godine preuzeo je rukometašice ŽRK Jedinstva iz Tuzle kad su ispale iz Premijer lige. Jedinstvo je tad bilo pred rasulom. Počeo je ni od čega, tek s nekoliko starijih igračica. Već za dvije godine vratili su se Premijer ligu i već u trećoj sezonu bile su u samom vrhu. Osvojile su s Tomićem naslov doprvakinja BiH te izborio dvaput završni dio natjecanja Kupa BiH, od kojih jednu završnicu. Zvjezdan i ŽRK prekinuli su suradnju prosinca 2016. godine. Jedno vrijeme poslije prekida rada s Jedinstvom nije bio angažiran u bh. rukometu, ali nedugo poslije našao je angažman u Njemačkoj. Do angažmana od dolaska u Njemačkoj trebalo mu je sedam mjeseci. Dotad je radio kao dostavljač u Münchenu. Znanje magistra športa uskoro su prepoznali u Njemačkoj.
Veljače 2018. godine preuzeo je drugu seniorsku ekipu rukometaša münchenskog Bayerna, momčadi u 4. razini njemačkog rukometa (Oberliga), na preporuku Borisa Mišića, bivšeg rukometaša Konjuha iz Živinica. Uz drugu momčad, vodi i sastav do 19 godina starosti.